# カロノサウルス

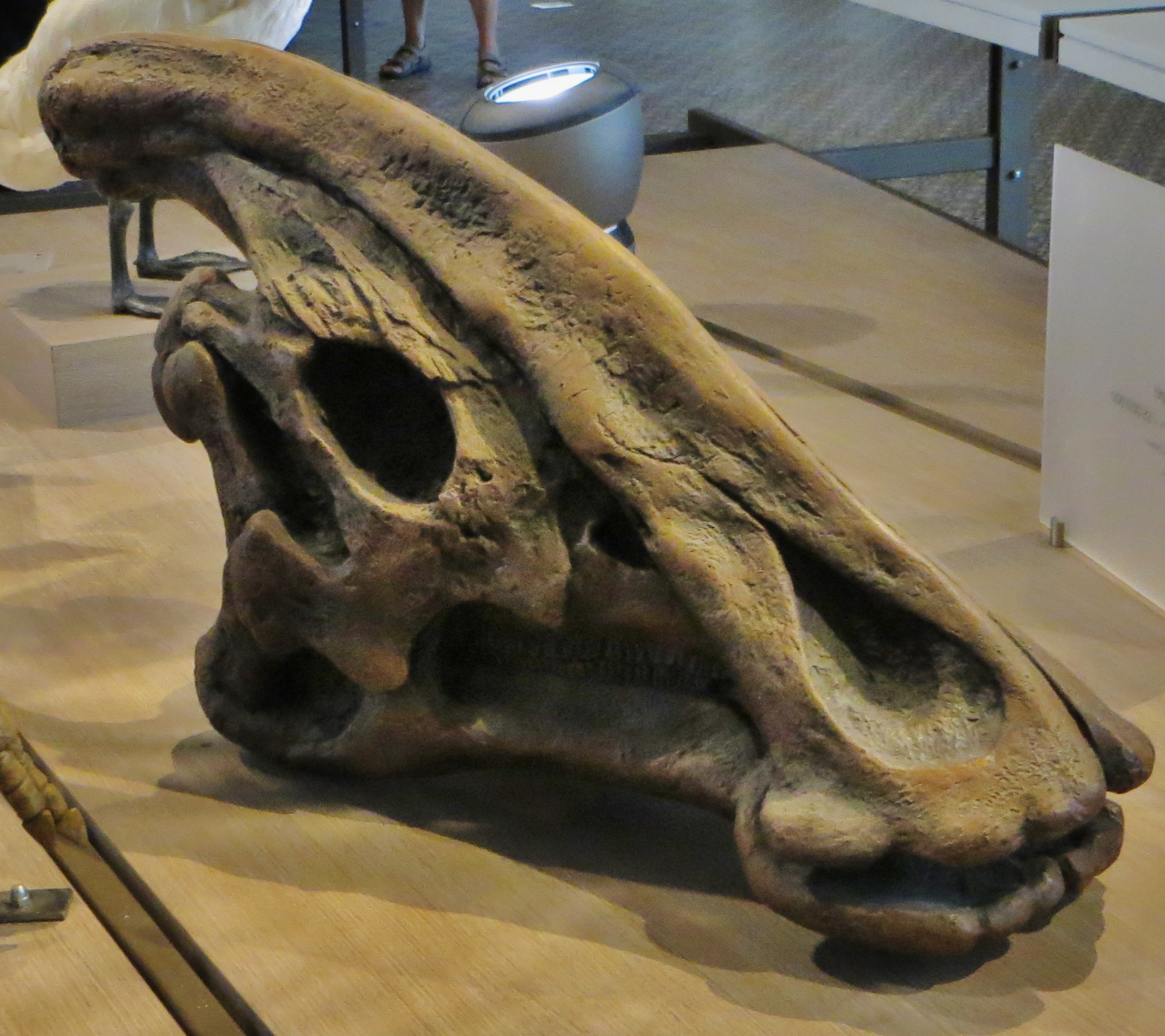
カロノサウルスの頭骨

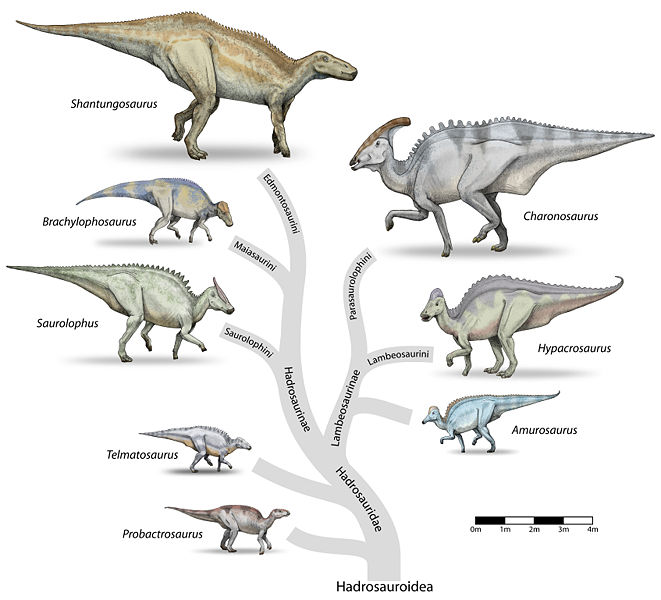
ハドロサウルス科

カロノサウルス（Charonosaurus）は、6680万年前から6550万年前ごろ、白亜紀後期に生息していたと考えられている恐竜。鳥盤類や鳥脚類に分類されるランベオサウルス亜科の一種で、頭部に特徴的なトサカを有するランベオサウルス亜科のなかでも、特に頭部のうしろに長く伸びたトサカをもっており、体長は10メートルないし13メートルと見積もられている。川辺で群れをつくって棲息していたと考えられており、2000年にアジアで発見したゴトフロア（Pascal Godefroit）、 昝淑芹（Zan Shuqin）、 金利勇（Jin Liyong）によって、ギリシャ神話に登場するアケロン川の渡し守カローンにちなんで「カロノサウルス」と命名された。
黒竜江省の嘉蔭県にあるマーストリヒチアン後期の地層から発見された特徴的なトサカをもつ頭骨でよく知られている。頭部以外の部分については、同じ地域内から同じ分類群とみられる成獣と幼獣の化石がみつかっており、それらを基に推定されていて、大腿骨の長さは4.5フィート（約1.35メートル）に達するだろうとみられている。
頭部はパラサウロロフスに似ており、発達した前頭骨背面の表面からも窺えるように、おそらくパラサウロロフスと同じように頭頂から後方へ長い三日月状のトサカがあったと考えられている。カロノサウルスは、アジアで発見されているハドロサウルス科のなかでは最も大型種のひとつで、ランベオサウルスのなかまは北米ではマーストリヒチアン後期には発見されていないのに対し、アジアでは白亜紀末期まで棲息していたのだろうと考えられている。